# Lazy Ranch Boys Barn Dance
Der Lazy Ranch Boys Barn Dance war eine US-amerikanische Country-Sendung, die von WXYZ aus Detroit, Michigan gesendet wurde.

## Geschichte

### Anfänge
Der Lazy Ranch Boys Barn Dance fand seine Anfänge in den 1940er-Jahren. Er war einer der vielen Barn Dance Shows um Detroit, hatte aber schnell die höchsten Quoten. Der Name der Show war den Lazy Ranch Boys entnommen, die die Idee der Sendung hatten Die Gruppe bestand aus Casey Clark (Fiddle), Herb Williams (Gesang und Gitarre) sowie „Barefoot“ Brownie Reynolds (Komiker). Williams übernahm zudem die Funktion des Moderators. Die Lazy Ranch Boys waren die Hausband der Show.

### Aufstieg und Ende
Der Lazy Ranch Boys Barn Dance begann jeden Samstagabend um neun Uhr abends und dauerte eine Stunde. Bereits Mitte der 1950er-Jahre wurde die Show zur erfolgreichsten ihrer Art an der Ostküste und konnte viele bekannte Country-Stars engagieren. Während ihrer Tourneen machten namhafte Musiker wie Moon Mullican, Jimmy Dean, Johnnie and Jack, Kitty Wells oder Hawkshaw Hawkins in Detroit halt, um in der Hudson Local Union Hall, dem Auditorium, wo der Lazy Ranch Boys Barn Dance abgehalten wurde, aufzutreten. 
Aber nicht nur die großen Stars der Country-Musik traten in der Show auf, denn das Ensemble von festen Mitgliedern bestand fast ausschließlich aus lokalen und regionalen Künstlern. Einige dieser Musiker waren Little Evelyn, die Kentucky Boys, Chuck Carroll, Mary Ann Johnson, Mary Lynn und die West Virginia Sweethearts, ein Ehepaar aus Virginia, dass ihre Karriere bei WCHS in der Old Farm Hour gestartet hatte. 
Heutzutage wurde der Lazy Ranch Boys Barn Dance aus dem Programm von WXYZ genommen. Casey Clark starb 1999; 1972 bereits wurde Clark in die Michigan Country Music Hall of Fame aufgenommen.

## Gäste und Mitglieder
| - Lonnie Barron - Johnnie and Jack - Jimmy Dean - Kitty Wells - Hawkshaw Hawkins - Moon Mullican - Mary Lynn | - The Lazy Ranch Boys - The West Virginia Barn Dance - The Kentucky Boys - Chuck Carroll - Little Evelyn - Mary Ann Johnson |